# 老友记 (第一季)
《老友记》第一季，是由大衛·克雷恩和瑪塔·考夫曼制作的美国情景喜剧。它由布萊特考夫曼克雷恩製片公司联合华纳兄弟电视公司制作，并于1994年9月22日在美国NBC首播，该季共24集，于1995年5月18日结束。平均收视率居全美第九，收视人口约1488万人。

## 剧情
瑞秋、莫妮卡、菲比、钱德勒、乔伊和罗斯悉数登场。罗斯刚刚因为他的同性恋妻子卡萝而离婚。此时莫妮卡, 菲比和罗斯都单独居住，只有钱德勒和乔伊一同住在一个公寓里。这时莫妮卡的高中同学瑞秋穿着婚纱闯进了中央公園咖啡館，她刚刚逃脱了自己和未婚夫贝瑞的婚礼，并搬来和莫妮卡一起住。而在高中时期就对瑞秋一见倾心的罗斯心中，又再度泛起了波澜。很快瑞秋成为中央公園咖啡館的一名服务员，开始学着告别从前优裕的生活，独立养活自己。此时罗斯的前妻已经怀有罗斯的孩子，后来她将这个男孩生下来，取名为班，由卡萝和她的同性恋女友苏珊共同抚养。剧中的其他角色也多多少少经历了一些不同寻常的情感经历，莫妮卡不明就里的一个高中生约会，钱德勒也和他长期分分合合的女友珍妮斯纠缠不清。在季末，罗斯去中国参加了一个考古挖掘项目，而钱德勒不小心在瑞秋的生日上说漏了嘴，让瑞秋得知了罗斯长久以来对她的真挚情感。恍然大悟并且大受感动的瑞秋决定接受罗斯的这份情感，却在接机时，发现罗斯已经有了一个新女友。

## 演员及角色

### 主要演员
- 詹妮弗·安妮斯顿 饰演 瑞秋·葛林。
- 柯特妮·考克斯 饰演 莫妮卡·盖勒。
- 丽莎·库卓 饰演 菲比·布菲。
- 麦特·勒布郎 饰演 乔伊·崔比雅尼。
- 马修·派瑞 饰演 钱德·宾。
- 大卫·史威默 饰演 罗斯·盖勒。

### 客串演员
- 汉克·阿扎里亚 饰演 大卫（菲比的科学家男友）

### 常设演员
- 安妮塔·巴羅恩（英语：Anita_Barone）/簡·西貝特（英语：Jane_Sibbett） 饰演 卡罗（罗斯的女同性恋前妻）
- 米切爾·懷特菲爾德（英语：Mitchell_Whitfield） 饰演 贝瑞（瑞秋的未婚夫）
- 科西莫·福斯科（英语：Cosimo_Fusco） 饰演 保罗（瑞秋的意大利男友）
- 瑪姬·惠勒（英语：Maggie_Wheeler） 饰演 珍妮斯（钱德勒的女友）
- 潔西卡·何屈（英语：Jessica_Hecht） 饰演 苏珊（卡罗的女同性恋伴侣）
- 文森特·溫特萊斯卡 饰演 幽默的鲍比（莫妮卡的男友）
- 詹姆斯·邁克爾·泰勒（英语：James_Michael_Tyler） 饰演 甘瑟（中央咖啡馆店员）
- 艾里歐特·古爾德（英语：Elliott_Gould） 饰演 杰克·盖勒（罗斯与莫妮卡的父亲）
- 克莉絲汀娜・皮科斯（英语：Christina_Pickles） 饰演 茱迪·盖勒（罗斯与莫妮卡的母亲）
- 珍妮佛·葛蕾（英语：Jennifer_Grey） 饰演 明蒂（瑞秋的伴娘）

## 分集剧情
| 总集数 | 集数 | 标题                                                      | 导演            | 编剧                                                                        | 首播日期       |
| --- | ---- | --------------------------------------------------------- | --------------- | --------------------------------------------------------------------------- | -------------- |
| 1 | 1    | 试播 The Pilot                                            | James Burrows   | David Crane和Marta Kauffman                                                 | 1994年9月22日  |
| 这是一切故事的开端......瑞秋在婚礼上甩掉了未婚夫巴瑞，在咖啡馆里遇到了其他的成员，并搬去和莫妮卡一起住。与此同时，莫妮卡和调酒师保罗约会。罗斯发现自己的妻子原来是一个女同性恋，并与之离婚，因此非常的沮丧... |      |                                                           |                 |                                                                             |                |
| 2 | 2    | 卡罗要做超声波检查 The One with the Sonogram at the End   | James Burrows   | David Crane和Marta Kauffman                                                 | 1994年9月29日  |
| 罗斯的同性恋前妻卡罗，在他工作时告诉他她怀了罗斯的骨肉，莫妮卡因为挑剔的父母要来吃晚餐而几近崩溃，瑞秋发现她被抛弃的未婚夫竟然和她的伴娘一起去度了蜜月。 |      |                                                           |                 |                                                                             |                |
| 3 | 3    | 大拇指事件 The One with the Thumb                         | James Burrows   | Jeff Astrof和Mike Sikowitz                                                  | 1994年10月6日  |
| 莫妮卡因为她的朋友比她更喜欢她的新男友而感到恼火。钱德勒烟瘾复发。菲比在汽水里发现了一个大拇指，她将赔偿金用以贿赂钱德勒戒烟。 |      |                                                           |                 |                                                                             |                |
| 4 | 4    | 偷窥事件 The One with George Stephanopoulos               | James Burrows   | Alexa Junge                                                                 | 1994年10月13日 |
| 这晚是罗斯将童贞献给卡罗的周年纪念日，因此罗斯感到很沮丧。男生们说服罗斯去看冰球比赛以忘掉过去，但是罗斯却被冰球砸中了鼻子。三人在急诊室被一个恶护士刁难。瑞秋拿到了生平第一笔薪水很是激动，但是却气愤的发现，薪水被联邦保险捐助条例抽掉了大半。为了鼓励她，女生们开了一个睡衣派对，却又都因对未知的未来感到惶恐和不安。披萨快递错将街对面性感的前白宫幕僚乔治·斯蒂芬诺伯罗斯订的披萨送到了女生们的公寓，兴奋的女生们马上开始偷窥对方的公寓并且迅速的忘掉了烦恼。而在急诊室的男生们也不经意的在和恶护士的争斗中扳回了一城。                                                                                          |      |                                                           |                 |                                                                             |                |
| 5 | 5    | 瑞秋去洗衣 The One with the East German Laundry Detergent | Pamela Fryman   | Jeff Greenstein和 Jeff Strauss                                              | 1994年10月20日 |
| 罗斯和瑞秋一起去公共洗衣店洗衣服。瑞秋和一个妇女起了争执，并在罗斯的帮助下战胜了对方。罗斯因此得到了他与瑞秋的初吻。乔伊希望和他的前女友重修旧好，因此安排了一个四人约会想撮合莫妮卡和她前女友的现任男友。乔伊让莫妮卡相信，对方的两人只是兄妹。因此莫妮卡在见到对方的“亲密举动”很是震惊与尴尬。钱德勒在菲比的帮助下终于第一次和珍妮斯分手了。 |      |                                                           |                 |                                                                             |                |
| 6 | 6    | 乔伊出镜了 The One with the Butt                          | Arlene Sanford  | Adam Chase和Ira Ungerleider                                                 | 1994年10月27日 |
| 乔伊终于有机会在一部电影中为艾尔·帕西诺做裸替，但因为他的屁股过于抢戏而遭剧组开除。钱德勒和一个意大利美女展开了一段多角恋情，但是之后却发现“只要性不要爱”的关系并不如男人们所期待的那样美好。 |      |                                                           |                 |                                                                             |                |
| 7 | 7    | 纽约大停电 The One with the Blackout                      | James Burrows   | Jeff Astrof和Mike Sikowitz                                                  | 1994年11月3日  |
| 曼哈顿突然大停电，在罗斯想借此机会向瑞秋表白的时候，一只大猫跳到了罗斯的头上。之后瑞秋找到了猫的主人——一个英俊的意大利人。与此同时，钱德勒和维多利亚的秘密中的名模吉兒·古達克因停电而被单独困在了一个自动取款机室里。拼命想打动吉兒的钱德勒使出浑身解数，却弄巧成拙差点丢了小命。不过最终两人还是共度了一段不错的时光。 |      |                                                           |                 |                                                                             |                |
| 8 | 8    | 外婆死了兩次 The One Where Nana Dies Twice                | James Burrows   | Marta Kauffman和David Crane                                                 | 1994年11月10日 |
| 羅斯和莫妮卡的外婆病故了。當兩兄妹來到病床前準備做最後的告別時，已經被宣告死亡的外婆突然迴光返照了一下，把眾人嚇得不輕。錢德的同事以爲他是同性戀，因此想撮合他和另一位男同事。這讓錢德發現，幾乎每一位和他初次見面的人都當他是同性戀。老友們前去參加外婆的葬禮，但是莫妮卡對母親看她甚麼都不順眼的態度非常不滿。 |      |                                                           |                 |                                                                             |                |
| 9 | 9    | 感恩节大餐搞砸了 The One Where Underdog Gets Away         | James Burrows   | Jeff Greenstein和Jeff Strauss                                               | 1994年11月17日 |
| 乔伊因他拍摄的一支隐疾广告的形象而被人歧视，因此不想回家过感恩节，罗斯因为离婚也无处可去。因此莫妮卡计划在她的公寓招待大家一顿祥和安宁的感恩节晚餐。事与愿违。一支飞掉的气球吸引了大家的注意力并把大家反锁在门外，并让感恩节大餐彻底报销。也让瑞秋错过了去与家人滑雪的班机。大家只能吃着为从来不吃“感恩节食物”的钱德勒准备的三明治过节。 |      |                                                           |                 |                                                                             |                |
| 10 | 10   | 罗斯弄了只猴子 The One with the Monkey                    | Peter Bonerz    | Adam Chase和Ira Ungerleider                                                 | 1994年12月15日 |
| 罗斯带了他的新伙伴来参加新年派对—一只叫马修的猴子。不过似乎这只猴子对他们的关系并不热衷。大伙订了一个协议，都不带自己的约会对象来参加派对，但是似乎只有罗斯遵守了这个约定。菲比的约会对象是大卫—她的科学家男友，却又必须在留下来陪女友以及去明斯克继续他的研究中进行选择；莫妮卡的对象是“幽默的鲍比”，但是刚刚接到自己祖父去世消息的他整晚都在哭泣；乔伊的约会对象是一个带着2个孩子的单身母亲；瑞秋的意大利男友保罗没有赶上回来的班机，瑞秋还在机场和其他女人打了一架；钱德勒的女伴还是珍妮斯，不过他又一次向她提了分手。因为这样谁都没有得到新年的午夜之吻，沮丧的钱德勒大发小孩脾气，却被乔伊一招以吻封唇镇住了... |      |                                                           |                 |                                                                             |                |
| 11 | 11   | 妈妈进城来 The One with Mrs. Bing                         | James Burrows   | Alexa Junge                                                                 | 1995年1月5日   |
| 钱德勒年轻时髦的爱情小说家母亲（Morgan Fairchild饰演）来纽约拜访大家。罗斯对瑞秋带她的意大利男友保罗来赴宴大为不满，沮丧的他把自己灌醉，并不小心和钱德勒的母亲热吻了一番。这一场景正好被乔伊目睹。莫妮卡和菲比看到了一个她们中意的男士，当他过马路的时候，莫妮卡吹响了口哨以求博得那位男士的注意却不幸的让他被疾驶的汽车撞倒。在医院昏迷期间，莫妮卡和菲比自愿去照顾这位连名字都不知道的男士，两人却因都喜欢他而争吵不断。 |      |                                                           |                 |                                                                             |                |
| 12 | 12   | 一堆千层面 The One with the Dozen Lasagnas                | Paul Lazarus    | Jeff Astrof、Mike Sikowitz、Adam Chase和Ira Ungerleider                     | 1995年1月12日  |
| 每个人都知道罗斯小孩的性别除了在小孩出生前不愿意知道是男是女的的罗斯。瑞秋和保罗的关系终于因为保罗在被菲比按摩的时候吃她豆腐而结束。莫妮卡为了她的阿姨做了一大堆的千层面，直到最后才想起她的阿姨是个素食者。 |      |                                                           |                 |                                                                             |                |
| 13 | 13   | 瑞秋走光啦 The One with the Boobies                       | Alan Myerson    | Alexa Junge                                                                 | 1995年1月19日  |
| 钱德勒不小心看到了洗完澡没穿衣服上空的瑞秋，为了扳回比分，瑞秋千方百计的想看回钱德勒的裸体以示扯平。乔伊为是不是该向自己的母亲隐瞒父亲的婚外恋而两难。大伙谁都受不了菲比的新男友——说话过于直接的心理学家罗杰（費舍·斯蒂文斯饰演）。 |      |                                                           |                 |                                                                             |                |
| 14 | 14   | 珍妮斯又回来了 The One with the Candy Hearts              | James Burrows   | Bill Lawrence                                                               | 1995年2月9日   |
| 罗斯和他一个美丽的邻居在情人节约会，这是他九年以来第一次约会，卡罗和苏珊也在同一家餐厅享受情人节大餐，最后罗斯亲吻了卡罗。乔伊为钱德勒安排了一次相亲，却发现应邀而来的竟然是钱德勒的前女友珍妮斯，当晚两个人又睡到了一起，但是最终两个人又分手了。没有约会的女生们希望在情人节那天烧掉她们与前男友之间的纪念物，最终却引发了一次火灾。 |      |                                                           |                 |                                                                             |                |
| 15 | 15   | 抽大麻的人 The One with the Stoned Guy                    | Alan Myerson    | Jeff Greenstein & Jeff Strauss                                              | 1995年2月16日  |
| 莫妮卡为一个正在招聘新主厨的饭店老板（喬恩·拉威茨饰）准备了一桌美味佳肴。但是在来的路上此人抽了一支大麻，由此而引起的饥饿感让他吃起莫妮卡精心准备的美食就像在啃玉米饼皮一样。钱德勒在工作五年之后得到了提升，但是因他觉得这只是一份“临时的工作”而辞职。最后终于想明白了的他重新取得了这个职位并获得了加薪。罗斯和他的一位美丽的同事西莉亚（梅羅拉·哈丁饰）约会，西莉亚愿意和罗斯进一步发生关系，除非他能在言语上成功的挑逗起她的兴致。罗斯只得向乔伊求助。 |      |                                                           |                 |                                                                             |                |
| 16 | 16   | 乔伊迷上了乌苏拉：上 The One with Two Parts 1             | Michael Lembeck | Marta Kauffman和David Crane                                                 | 1995年2月23日  |
| 乔伊迷上了菲比的双胞胎姐姐乌苏拉，这让菲比感到他被乔伊忽视了。钱德勒因为要开除一个他心仪的女生而大感头疼。罗斯也因和卡罗苏珊一起参加Lamaze产前辅导课程而心烦意乱。莫妮卡家的电视被罗斯的猴子马修调成了西班牙语，莫妮卡却怎么也调不回来。 |      |                                                           |                 |                                                                             |                |
| 17 | 17   | 乔伊迷上了乌苏拉：下 The One with Two Parts 2             | Michael Lembeck | David Crane和Marta Kauffman                                                 | 1995年2月23日  |
| 乌苏拉甩掉了乔伊却又不打算告诉他，因此菲比决定假扮她的双胞胎姐姐去和乔伊分手，以盼她最好的朋友不要受到太大的伤害。在念了几周的“拖”字诀之后，瑞秋终于不情不愿的去拆阳台上的圣诞装饰灯却不小心从阳台上甩下弄伤了脚踝。在医院，没有医疗保险的瑞秋只能假扮为莫妮卡以享受医疗福利，并勾搭上了两位俊俏的青年男医生（乔治·克鲁尼和诺亚·怀勒客串了他们在大热剧集《急诊室的故事》中的角色）。罗斯因觉得自己没有做父亲的能力而感到彷徨，此时马修吞下了拼字游戏中的道具卡住了喉咙，罗斯抱起马修就冲向急诊室，这也让他觉得，他自己开始像一个父亲了。                                                                             |      |                                                           |                 |                                                                             |                |
| 18 | 18   | 打扑克 The One with All the Poker                         | James Burrows   | Jeff Astrof和Mike Sikowitz                                                  | 1995年3月2日   |
| 已经厌烦自己状况百出的服务生工作的瑞秋决定转行，应征了萨克斯第五大道精品百货店采购助理的职位，作为一个购物狂的瑞秋的这一决定，让菲比形容为是“就像母舰召你回家一样”的合适。另一方面，女生们在牌桌上和男生们展开了殊死的搏斗。不忍心再次伤害应聘失败打击之下的瑞秋，罗斯做了一个艰难的决定。 |      |                                                           |                 |                                                                             |                |
| 19 | 19   | 猴子跑了 The One Where the Monkey Gets Away               | Peter Bonerz    | Jeff Astrof和Mike Sikowitz                                                  | 1995年3月9日   |
| 罗斯因临时有事拜托瑞秋照看他的猴子马修，马修却在这段时间里落跑，大家一起出门寻找。因为不知道马修是一只非法饲养的宠物，瑞秋打电话给了动物安全部门。这彻底激怒了罗斯。动物安全部门派来的女人是莫妮卡和瑞秋的高中同学。经过一段惊险的历程，马修终于安全的被找回来了。罗斯终于也有了一个向瑞秋求爱的机会。就当看似两人能享受一个美妙浪漫的夜晚之时，瑞秋的前未婚夫巴瑞找上门来，向瑞秋表达了自己的爱意。 |      |                                                           |                 |                                                                             |                |
| 20 | 20   | 邪恶牙医 The One with the Evil Orthodontist               | Peter Bonerz    | Doty Abrams                                                                 | 1995年4月6日   |
| 瑞秋和巴瑞重新开始约会，这让瑞秋很尴尬，因为巴瑞已经和明蒂订婚，并且明蒂请求瑞秋当她的伴娘。但是瑞秋不久之后就发现，在自己和巴瑞订婚期间，她的未婚夫就和明蒂好上了。两个女人决定面对面和巴瑞说清楚。与此同时，钱德勒为一个打错电话去他公寓的女子而疯狂。大伙发现街对面有人也在偷窥他们。 |      |                                                           |                 |                                                                             |                |
| 21 | 21   | 假莫妮卡 The One with the Fake Monica                     | Gail Mancuso    | Adam Chase和Ira Ungerleider                                                 | 1995年4月27日  |
| 莫妮卡的信用卡遭人盗用，女生们决定追查出这个窃贼。但是莫妮卡反倒和这个小偷交上了朋友。乔伊决定取一个听上不不是这么带有名族特色的舞台艺名。罗斯发现，马修还是渴望回到大自然和它的同伴们生活在一起，他将马修捐给了动物园，并深情的与之告别。 |      |                                                           |                 |                                                                             |                |
| 22 | 22   | 莫妮卡的小男友 The One with the Ick Factor                | Robby Benson    | Alexa Junge                                                                 | 1995年5月4日   |
| 在将自己的童贞献给莫妮卡之后，莫妮卡发现自己的男朋友伊森其实是一名高三学生而不是他所说的大四学生，这让莫妮卡大感愧疚以及尴尬。瑞秋做了一个和乔伊与钱德勒有关的春梦，这让罗斯感到很恶心，但是同时又很嫉妒。菲比帮钱德勒的助理代班，却意外的发现，在钱德勒升职之后，钱德勒的旧同事们就不再喜欢他了。 |      |                                                           |                 |                                                                             |                |
| 23 | 23   | 卡罗生小孩 The One with the Birth                         | James Burrows   | 故事: David Crane & Marta Kauffman 电视剧本: Jeff Greenstein & Jeff Strauss | 1995年5月11日  |
| 卡罗进了产房，这让非常渴望做母亲的莫妮卡感慨连篇。罗斯和苏珊还在为谁为卡罗付出更多而争吵，不能忍受他们的菲比把两人抓到一间小储物室里想调解他们的矛盾，谁知竟使三人被反锁进了储物室，这让他们都错过了卡罗的生产。瑞秋和一个妇产科医师调情，但是那个妇产科医师却因为每天的工作就是对着女性的私处而对女性感到有些“审美疲劳”。乔伊也帮助了一位孤独的单身母亲。 |      |                                                           |                 |                                                                             |                |
| 24 | 24   | 瑞秋知道了 The One Where Rachel Finds Out                 | Kevin S. Bright | Chris Brown                                                                 | 1995年5月18日  |
| 在瑞秋的生日之前，罗斯要去中国参加一个考古挖掘项目。钱德勒劝罗斯找一个新的女朋友以忘掉瑞秋。罗斯要钱德勒帮他转交他为瑞秋买的生日礼物然后出国去了。乔伊的新女朋友想和他上床，但是乔伊参加的一个有关于性的医学研究却规定他在短时间内不能与别人欢好。瑞秋生日派对的时候，钱德勒不小心说漏了嘴，向瑞秋提及了其实罗斯从高中时期就一直暗恋着瑞秋。这让瑞秋万分惊讶并大受感动，因此她做了一个巨大的决定...... |      |                                                           |                 |                                                                             |                |

## 注脚
1. ↑  . Classic TV Hits.   [2009-10-16]. （原始内容存档于2009-10-26）.
2. 1 2  这些剧集在首播时为两集连播，但在其他电视台播映、重播以及DVD中分割为两集。